# Spice Girls
Спајс герлс (енгл. Spice Girls), познате и као Спајсице (енгл. Spices), британска је женска поп група, основана 1994. године. Групу су чиниле Викторија Бекам (тада Адамс), Мелани Браун, Ема Бантон, Мелани Чизом и Џери Халивел. Светску славу стекле су 1996. године својим првим хитом Wannabe, а исте године су издале свој први албум, Спајс, који држи рекорд за најпродаванији албум женске групе у историји. Продато је више од 31 милион копија, а наредни Spice World из 1997. око 20 милиона копија. Исте године, играле су главне улоге у сопственом филму, Spice World: The Movie. Године 1998. напустила их је једна чланица (Џери Халивел), а остале четири су се разишле 2000. године. Оне и дан-данас остају најуспешнији женски бенд у историји. Иако их је бенд Дестинис Чајлдс превазишао у продавању албума, у обзир су узете и соло каријере чланица бенда, и ту су Спајсице успешније. Након скоро десет година од распада групе, 2007. године, свих пет чланица су се поново окупиле зарад турнеје Повратак Спајс герлс (енгл. The Return of the Spice Girls), а снимиле су и компилацију хитова Највећи хитови. Турнеју су завршиле спектакуларним концертом у Торонту, рекавши да је „њихова мисија готова, да ће сада неко други наставити причу о Моћи девојака“. У новембру 2018. године, објављено је да ће група направити још једну повратничку турнеју током 2019. године и да ће у њој учествовати све чланице осим Викторије Бекам, која је одбила учешће због пословних обавеза. Турнеја је трајала од 24. маја до 15. јуна 2019. године.

## Почетак каријере
Издавачка кућа "Virgin Records" направила је 1994. кастинг за женску поп музичку групу. Кастинг је био отворен за све девојке које знају да певају и плешу и желе да тако постану популарне.
У групу су упале:
- 20-годишња Викторија Адамс,
- 20-годишња Мелани Чизом,
- 19-годишња Мелани Браун,
- 22-годишња Џери Халивел и
- 17-годишња Мишел Стивенсон.

Оне су основале групу Тач (Touch, срп. додир). Ипак, због болести мајке, Мишел је исте године морала да напусти Тач. На њено место дошла је 18-годишња Ема Бантон.
Девојке су живеле у малој кући у градићу Мејденхеду у Енглеској, где су писале и увежбавале песме и вежбале кореографије. Мел Би је у емисији Giving You Everything, која је емитована на католички Божић на каналу Би-Би-Си, рекла: „Ми смо много вежбале. Ми смо знале колико смо добре, али нама нико то није говорио“. Онда их је открио продуцент Сајмон Фалер и нуди им сарадњу са америчким студијем "Virgin Records". Девојке прихватају, и одлазе у САД како би потписале уговор и уредиле услове сарадње. Одлучено је да ће се снимати у Лондону, где "Virgin Records" иначе има свој британски огранак. Фалер Тач преименује у Спајс герлс (Spice Girls).

## Спајс
Дана 4. јуна 1996. у Уједињеном Краљевству се појављује њихов дебитантски сингл, Wannabe. Спот ове песме је тада доминирао музичким телевизијским каналима. У јулу 1996. Спајсице су дале свој први интервју, који је урадио новинар Пол Горман. Он је написао: „Баш када су момци са гитарама почели да владају поп животом, као вихор се појављује ових пет девојака, које руше све пред собом!". Песма се најпре котира на треће место УК музичке листе, али се онда пење на прво место, и тамо се задржава седам недеља. На америчку листу улази на 11. место, тако потукавши легендарне Битлсе и њихов хит „Желим да држим твоју руку“, који се котирао на 12. место. На првом месту америчке топ-листе, "Wannabe" се нашао четири недеље касније. Девојке добијају своје популарне надимке - Мел Би постаје Скери Спајс, Ема Бејби Спајс, Мел Си Спорти Спајс, Џери Џинџер Спајс (понекад називана и Секси Спајс, али је она више волела Џинџер), а Викторија Пош Спајс. "Wannabe" заузима прво место на топ-листама у преко 30 земаља широм света, и тако постаје не само најуспешнији синлг једне женске групе у историји, већ и најпродаванији дебитантски сингл икада.
Албум Спајс (Spice) излази у новембру 1996. године, и у Уједињеном Краљевству одмах заузима прво место најпродаванијих албума, и на тој позицији задржава се невероватних петнаест недеља. У првих седам недеља, албум се продаје у 1,8 милиона копија само у Уједињеном Краљевству, а укупна продаја у Британији износи 3 милиона копија. У свету, албум достиже тираж од 8 милиона примерака. У Европи, Спајс је проглашен најпродаванијим албумом 1997. и освојио 8 Платинастих плоча, а у САД чак 7.
Синглови са овог албума још су "Say You'll Be There", "2 Become 1" и дупли сингл "Mama/Who Do You Think You Are", а сви заузимају прва места на светским топ-листама. Некадашњи слоган Битлманија сада постаје Спајсманија.

## Спајс Свет
У новембру 1997. године, Спајсице објављују свој други албум Спајс Свет (Spiceworld), који „отвара“ сингл "Spice Up Your Life". Спајс Свет постаје светски бестселер. Албум се продаје у 10 милиона примерака у Европи, Канади и САД. Следећи синглови били су "Too Much", "Stop" и "Viva Forever", и сви одмах заузимају прво место на УК топ-листи (сем "Stop", који се најпре котира на другом месту, и тако прекинуо „ланац од шест синглова број један“ - "Say You'll Be There", "2 Become 1", "Mama", "Who Do You Think You Are", "Spice Up Your Life" и "Too Much"). Песму "Move Over" Спајсице су искористиле као рекламу за компанију "Пепси".
У јуну 1997. група започиње снимање свог првог филма, Спајс Свет: Филм (Spiceworld: The Movie). У филму, Спајсице глуме саме себе како пролазе кроз разне авантуре, а на самом крају одржавају велики концерт у Алберт Холу. У филму гостују многе звезде, као што су Роџер Мур, Елтон Џон и тако даље. Филм је зарадио 30 милиона долара у САД, 11 милиона фунти у Уједињеном Краљевству, а 70 милиона долара широм света. Ипак, филм није нешто нарочито оцењен од стране критике, а номинован је у чак седам категорија на додели награда „Златна малина“ 1999. године. Ипак, Спајсице освајају само једну награду, а то је „Најгоре глумице“.
У новембру 1997. Спајсице отпуштају Сајмона Фалера. Британски магазин Сан преноси да се Фалер сувише „занео“ у управљању групом, да је сувише контролисао Спајсице, и да је било само питање времена када ће девојкама „пући филм“. Наводи се да су на Фулеровом отпуштању највише инсистирале Мел Би и Џери. Група је на брзину извршила расподелу послова. Мел Би је водила рачуна о турнејама, Џери о спонзорима групе, Ема о распореду групе и пословима, Викторија о појављивању групе у јавности, а Мел Си о снимањима плоча и синглова. Касније су образовале свој сопствени тим за рад, на челу са Ненси Филипс, да води њихове послове. Ипак, две Спајсице, Викторија и Ема, почеле су да „чезну“ за Фулеровим начином рада са групом, и било је јасно да група полако нестаје.
Ипак, Спајсице дижу главу, и 1998. године крећу на светску турнеју, на којој је сваки њихов наступ био распродат.
Први концерт одржале су 24. фебруара у Ирској, у дворани "Point", a последњи 20. септембра на стадиону Вембли у Лондону. Прва четири месеца Спајсице пуне дворане по целој Европи, а 15. јуна одлазе у САД и тамо наредна три месеца певају у 43 града. У септембру се враћају кући у Велику Британију. Тада је и одржан последњи концерт ове турнеје. Сматра се да је то крај једне епохе ове велике поп групе.

## Заувек
Дана 31. маја 1998. године Џери Халивел потврђује свој одлазак из групе. „Нажалост, морала сам да напустим Спајс герлс. Неке разлике између девојака и мене једноставно су биле непремостиве“, написала је Џери на свом сајту и такође објавила да започиње соло каријеру. У јавности је било много спекулисања да се Џери заправо посвађала са осталим чланицама (највероватније са Мел Би), те да је то прави разлог њеног одласка. У аутобиографијама Мел Би и Викторије Бекам пише да је то заправо разлог што је петорка постала четворка. Остале Спајсице не прекидају турнеју, већ је завршавају без Џери. Било је идеја да се уради дупли сингл за испраћај, "Viva Forever/Never Give Up On The Good Times", али је Џери учествовала у обе песме, а времена да се песме пресниме није било. Зато је урађена нова песма, "Goodbye". Занимљиво је да је Џери заправо учествовала у писању ове песме, али само у почетку, јер је касније напустила бенд. Песма је први пут пуштена на Божић 1998. године, и постала светски хит број један, иако је повод за снимање ове песме био тужан.
Четири Спајсице се 2000. поново удружују и снимају албум Заувек (Forever). Овај албум мало више инсистира на Р'н'Б звуку, за разлику од претходна два албума, где је доминирао поп. Албум је постигао велики успех у Великој Британији, али у осталим земљама и не, поготово је неуспешан био у САД. Сингл "Holler" није успео да се угура ни на листу „Билборд 100", а камоли да постигне неки већи успех. Ипак, на УК листи, био је високо котиран. Објављен је дупли сингл, "Holler / Let Love Lead The Way", од којих је "Let Love Lead The Way" такође посвећен Џери, као и још једна песма са овог албума, "Tell Me Why". Планирано је још три сингла са албума, "Tell Me Why", "Weekend Love" и "If You Wanna Have Some Fun", али то никада није остварено. "Holler/Let Love Lead The Way", својствено Спајсицама, постају хитови број један. У фебруару 2001. године, група се коначно распада, а Спајсице се окрећу свака својој соло каријери.

## Поново заједно
Средином 2007. Спајсице објављују да се поново окупљају, девет година након што су последњи пут виђене у пуном издању. Било је неизвесно хоће ли Мел Би учествовати у пројекту, будући да је била трудна, али је Џери рекла да би се то десило, без обзира да ли би Мел Би учествовала или не. „Организатори су рекли да је то оствариво чак иако сам Мел Си, Ема, Викторија и ја пристанемо“, рекла је Џери. Песме са албума Заувек, који је издат након Џериног одласка, миксоване су тако да и она може да их пева. Спајсице су у почетку планирале мање од десет концерата, али је потражња била огромна, тако да се број заказаних наступа приближавао броју двадесет. Карте за концерт у Лондону су продате за свега 38 секунди.
За новембар 2007. Спајсице су најавиле потпуно нову песму, "Headlines (Friendship Never Ends)". Иако се о томе строго водило рачуна, песма "Headlines" успела је да „процури“ на интернет, а један од сајтова на коме се могла чути је био Јутјуб. Ипак, "EMI Entertainment", студио који је отпочео сарадњу са Спајсицама, успео је за то да сазна, и повукао је песму са свих дотичних сајтова. Спајсице су ову песму снимиле за потребе хуманитарне акције "Children In Need". Да би се одслушала песма, обожаваоци групе морали су да сачекају 5. новембар 2007, од када песма може легално да се пушта. Компилација хитова "The Greatest Hits" легално се нашла у продаји 12. новембра 2007. Почетна позиција "Headlines (Friendship Never Ends)" на УК листи било је 11. место. Песма је имала највећи успех у Шведској, где је заузела треће место на листи. Ипак, многи нису задовољни спотом. У жељи да покажу да су још увек младе и привлачне, обукле су што мање комаде одеће. „Најзакопчанија“ од свих била је, као по обичају, Мел Си, која се појављује у женском црном оделу. Али, остале Спајсице нису биле тако „званичне“. Џери се у једном делу појављује у црним панталонама и црном грудњаку, Викторија у црном корсету (који више открива него што покрива), а Мел Би је у целом споту у тесној сукњи и грудњаку. „То се нимало не слаже. Песма је о пријатељству, а оне су се тако обукле“, рекла је певачица Софи Елис-Бекстор. Ипак, у једном делу спота, Спајсице се појављују у прекрасним хаљинама.
Спајсице чине све да се на светску сцену врате кроз велика врата. У септембру 2007, унајмиле су кореографа Џона Кинга, који је иначе урадио сценске кореографије на Мадониној турнеји "Confessions Tour", да им припреми кореографије за наступе. Костиме ће урадити чувени Роберто Кавали, иако је пре тога речено да ће их радити Донатела Версаче. 25. децембра 2007, Спајсице су извеле своју песму "2 Become 1" у популарној емисији "Strictly Come Dancing".
Спајсице су 15. новембра 2007. одржале свој први живи наступ у пуном саставу након скоро десет година, и то у Лос Анђелесу, на модној ревији доњег веша Victoria's Secret. Извеле су две песме. Прво су певале "Stop", а онда нови хит "Headlines", коју су извеле у елегантним хаљинама Роберта Кавалија. 25. децембра, на католички Божић, на британском каналу Би-Би-Си емитована је емисија Spice Girls: Giving You Everything, у којој су Спајсице причале о свим моментима своје каријере.
Нова турнеја почела је 2. децембра у Ванкуверу (Канада), а настављена је широм САД, а све карте су распродате. Ипак, почетком фебруара 2008. објављено је да се отказују наступи Спајсица у Кејптауну (Јужноафричка Република), Сиднеју (Аустралија), сви наступи у Кини и у Буенос Ајресу (Аргентина), наводно јер морају да се посвете породици. Ипак, врло је вероватно да су концерти отказани због слабе продаје карате у тим градовима. Спајсице су крајем јануара наступале у полупразној дворани у Лас Вегасу, што само поткрепљује чињеницу да организатори нису задовољни исходом каријере.
Ипак, Спајсице остају врло популарне у целом свету. Турнеја Повратак Спајс герлс завршена је концертом у Торонту (Канада), 26. фебруара 2008. године. Мелани Си је, поводом трача о томе да ће Спајсице наступати на фешти поводом 90. тог рођендана Нелсона Манделе, рекла да би група била почаствована, али да им то још увек није формално понуђено.
У марту 2008. године, Мелани Си и Ема су присуствовале додели чувених награда „Капитал“ у Лондону, где су Спајсице добиле награду „Икона“, као „иконе за сва времена“. Мелани Си је тада рекла да је „турнеја можда готова, али да су Спајсице свакако још увек уједињене“.
У јуну 2008. године, Спајсице су добиле награду „Гламур“ као најбољи бенд године. Додели су присуствовале Мел Би, Џери и Ема. Џери је истакла како је Спајсицама ова награда изузетно важна јер о њима одлучују гласови обожавалаца.

## Наступ на Олимпијским играма и мјузикл
У августу 2012, чланице групе су се поново ујединиле како би извеле песме Wannabe и Spice Up Your Life, на церемонији затварања Летњих Олимпијских игара 2012., одржане на Олимпијском стадиону у Лондону.
Спајс герлс су се спојиле својим бившим менаџером Сајмоном Фулером, Џуди Крејмер и Џенифер Сондерс, како би развиле мјузикл Viva Forever!. Девојке се нису појављивале у мјузиклу, али он је био састављен од њихових хитова. Премијера је била у децембру 2012. године. Мјузикл је покупио бројне критике и био је комерцијални неуспех.

## Турнеја 2019.
Почетком јула 2016, Мел Би, Ема и Џери су објавиле видео у знак прославе 20-годишњице прве песме групе, Wannabe и објавиле како планирању још једну турнеју, али као трио, јер су Викторија и Мел Си одбиле да учествују. Крајем новембра исте године, нова песма Song For Her, процурела је на интернет. Међутим, након што је Џери Халивел објавила да је трудна, планови за поновно окупљање су пропали.
Дана 5. новембра 2018, Мел Би, Ема, Мел Си и Џери су објавиле да ће направити још једну турнеју 2019. године. Викторија није учествовала, због обавеза око модног бизниса. Њихова турнеја почела је 24. маја 2019. у Даблину, а завршила се 15. јуна 2019. године у Лондону на стадиону Вембли. Одржале су укупно 13 концерата.

## Дискографија

### Албуми
- Спајс (Spice) (1996)
- Спајс Свет (Spiceworld) (1997)
- Заувек (Forever) (2000)

## Филмови
- „Спајс Свет: Филм“ (Spiceworld: The Movie) (1997)